# Konrad Wirnhier
Konrad „Conny” Wirnhier (ur. 7 lipca 1937 w Pfarrkirchen, zm. 2 czerwca 2002 w Tegernsee) – niemiecki strzelec sportowy. Dwukrotny medalista olimpijski.
Fascynacja Konrada Wirnhiera strzelectwem to była rodzinna tradycja. Jego dziadek, zapalony myśliwy prowadził od 1912 roku sklep z bronią w Pfarrkirchen, który przekazał swojemu synowi (ojcu Konrada), a potem interes przeszedł właśnie w jego ręce.
Specjalizował się w konkurencji skeet. Reprezentował barwy RFN. Brał udział w dwóch igrzyskach (IO 68, IO 72), na obu zdobywał medale. Triumfował w 1972, cztery lata wcześniej zajął trzecie miejsce. Stawał na podium mistrzostw świata w konkurencji indywidualnej (złoto w 1965, brąz w 1967). W 1968 roku został mistrzem Europy. W latach 1961–1969 oraz 1971-1972 zostawał mistrzem RFN.
Jeszcze wieczorem, 2 września 1972 roku, w dniu w którym Konrad Wirnhier zdobył złoty medal igrzysk olimpijskich, ogłosił zakończenie. Potem zajmował się sprzedażą broni własnej produkcji. Udzielał się również jako trener niemieckiej reprezentacji młodzieżowej. 

## Osiągnięcia sportowe
- 1961–1969, 1972–1973 - mistrz RFN
- 1965 - mistrz świata (Santiago)
- 1967 - brązowy medal mistrzostw świata (Bolonia)
- 1968 - mistrz Europy (Namur)
- 1968 - brązowy medal igrzysk olimpijskich (Meksyk)
- 1972 - mistrz olimpijski (Monachium)